# Ypophaemyiops myersi
Ypophaemyiops myersi är en tvåvingeart som först beskrevs av Aldrich 1933.  Ypophaemyiops myersi ingår i släktet Ypophaemyiops och familjen parasitflugor.
Artens utbredningsområde är Guyana. Inga underarter finns listade i Catalogue of Life.